# Yahya Taher Abdullah
Yahya Taher Abdullah (arabiska: يحيى الطاهر عبد الله), född i Karnak 1938, död 1981, var en egyptisk författare.
Abdullah flyttade till Kairo 1964, och blev där känd för uppläsning av sina berättelser. Han gav ut fyra långnoveller och fem novellsamlingar, och en av hans långnoveller, El Towk Wa El Eswera (The Collar and the Bracelet) filmatiserades av Khairy Bishara. Han hade ingen formell utbildning, men sågs som en av 1960-talets främsta unga egyptiska författare. Han dog i en bilolycka 1981.